# Tony Soprano
Anthony John "Tony" Soprano, Sr. izmišljeni je lik iz HBO-ove televizijske serije Obitelj Soprano kojeg je portretirao James Gandolfini, a kreirao David Chase. Iznimno kompleksni protagonist, on je jedini lik koji se pojavio u svakoj epizodi serije. On je šef zločinačke obitelji DiMeo.
Tony upravlja najmoćnijom zločinačkom organizacijom sjevernog New Jerseyja i mora činiti sve kako bi ona pravilno funkcionirala i održavati disonantne tonove na minimumu. Odnos između Tonyja i njegova strica, Corrada Johna Soprana, Jr. (poznatijeg po nadimku Junior Soprano), mnogo je godina bio vrlo blizak, dok je Junior glumio očinsku figuru nakon smrti Tonyjeva oca Giovannija (Johnny Boy) Soprana. Međutim, odnos se zategnuo nakon što je zlovoljni Junior postajao sve više marginaliziran u organizaciji nakon što se intenzivirala FBI-eva istraga njegovih aktivnosti. Dao je ubiti Brendana Filonea, što je razbjesnilo Tonyja. Kasnije se urotio s Tonyjevom vlastitom majkom, Livijom Soprano, kako bi ubili Tonyja (iako se pokušaj na kraju izjalovio).
Usprkos razini lokalne ozloglašenosti, Tony se u javnosti predstavlja kao konzultant tvrtke za gospodarenje otpadom Barone Sanitation, jednog od njegovih brojnih paravana za kriminalne aktivnosti. Tony je u posljednje dvije sezone koristio svog navodnog nećaka Christophera Moltisantija kao tampon-zonu između sebe i svojih kapetana kako bi se izolirao od FBI-a. Ovaj odnos je završen kad je Tony ubio Moltisantija nakon automobilske nesreće. Nakon toga se u Moltisantijevoj ulozi našao Bobby Baccalieri, sve dok nije ubijen po naredbi Phila Leotarda u jeku rata protiv obitelji Lupertazzi. Međutim, Tony je uspio sklopiti mir s Philovim podređenima i dao ubiti Phila, nakon čega se sigurno vratio svojim zločinačkim aktivnostima. Zadnji se put pojavio na večeri sa svojom obitelji u restoranu Holsten u New Jerseyju.

## Prošlost
Tony je rođen 24. kolovoza 1960., u obitelji Livije i Giovannija Francisa "Johnny Boy" Soprana. Tony je odrastao živeći sa svojom majkom, ocem i sestrama Janice i Barbarom u Ironboundu u Newarku u državi New Jersey. Njegov otac uvijek je bio uključen u kriminalne aktivnosti, a Tony se nekih prisjeća u flashbackovima u seriji.
Mladog Tonyja portretiralo je nekoliko glumaca. Bobby Boriello je glumio Tonyja u epizodi "Down Neck" u kojoj se Tony prisjeća mnogih događaja iz djetinjstva kada je shvatio da mu je otac uključen u organizirani kriminal, uključujući njegovo prisjećanje na odnos svoga oca s njegovom starijom sestrom, Janice, koja mu je služila kao paravan za posjećivanje sastanaka sa suradnicima u lunaparku. Tony je u to vrijeme mislio kako je Janice očevo najdraže dijete. Na terapiji, nakon što je upitan da se prisjeti sretnih uspomena iz djetinjstva na svoju majku, Tony se mučio da pronađe ijednu, a kako bi zadovoljio svoju terapeutkinju, ustvrdio je kako sretnom uspomenom smatra kada su se svi smijali očevu padu sa stolice; kasnije ju je opisao kao turobnu ženu koja je njegova oca svela na "malu grudicu". Tony ima i nesretan odnos s Janice jer ga ona stalno pita za novac, a jednom je na svoju ruku pokušala prodati Livijinu kuću.
Tony je pohađao srednju školu s Artiejem Buccom i Daveyjem Scatinom s kojima je ostao prijatelj. U srednjoj je školi upoznao i svoju buduću suprugu, Carmelu DeAngelis. Tony je bio blizak i s rođakom Tonyjem Blundettom, a djeca iz susjedstva su ih zvala po očevima Tony Stric-Al i Tony Stric-Johnny kako bi ih raspoznavali. 
U svojim tinejdžerskim godinama, dva su Tonyja ljeta provodili na farmi njihova strica Pata Blundetta — Pat je bio vojnik u organizaciji DiMeo. Ponekad bi im se pridružio njihov mlađi rođak Christopher Moltisanti, kojeg su obično ponižavali. Tony B uhićen je zbog sudjelovanja u otmici kad su dva Tonyja bili mladići. Tony S trebao se pridružiti Tonyju B, ali nije uspio zbog napada panike; u to je vrijeme rekao kako ga je napala skupina huligana i ozlijedila ga. Tony je semestar i pol pohađao Sveučilište Seton Hall, nakon čega je odustao.
Tony je bio dio neslužbene skupine mladih kriminalaca koju su činili i Silvio Dante, Ralph Cifaretto i Jackie Aprile, Sr. U obitelji DiMeo je postao poznat kad je opljačkao kartašku partiju organizatora Feecha La Manne zajedno sa Silviom i Jackiejem. Nakon toga je ubrzo postao član mafije. Svoje je prvo ubojstvo izvršio na Praznik rada 1982.
Njegov otac čuvao je Tonyja preko svojeg položaja sve do svoje smrti 1986. od emfizema. Kad je umro, Johnny Boy je napredovao do razine kapetana svoje ekipe — kao i njegov brat Junior. Junior je preuzeo njegovu očinsku figuru i nastavio savjetovati i pomagati Tonyju. Tony se prisjeća kako je morao plaćati skupe večere za Richieja Aprilea koji je netom postao mafijaš. Vojnici iz Johnny Boyeve ekipe, Salvatore "Big Pussy" Bonpensiero i Paulie "Walnuts" Gualtieri, prenijeli su svoju odanost na Tonyja, a on je postao kapetan ekipe svoga oca. U skupini mu se pridružio stari prijatelj Silvio Dante.
Tony je do 1995. postao kapetan vrijedan poštovanja kad je šef obitelji, Eckley DiMeo, završio u zatvoru. Tonyjev dugogodišnji prijatelj i kapetan Jackie Aprile, Sr. preuzeo je ulogu vršitelja dužnosti šefa u prosincu 1995. S DiMeom u zatvoru, Aprile je postao službeni izvršni šef obitelji.
Pod Jackiejevim mudrim i poštovanim upravljanjem, obitelj DiMeo bila je miroljubiva i profitabilna sve do 1998. Jackieju je te godine dijagnosticiran rak debelog crijeva, a obitelj je polako tonula u metež. Kako je Jackie svako malo bio posjetitelj bolnice i kao takav nesposoban da vodi obitelj, Tony je počeo preuzimati mnoge njegove dužnosti, na Juniorovo nezadovoljstvo. 
Jackie se na kratko 1999. činio oporavljenim te se vratio na ulicu, što je olakšalo obiteljske brige. Međutim, krajem proljeća vratio se u bolnicu i počeo tretmane kemoterapije. Uz Tonyjevu sve važniju ulogu u obiteljskim operacijama i njegovo neslaganje s Juniorovim planom likvidacije Pussyja Malange, tenzije između Tonyja i Strica Juniora su se povisile i dostigle vrhunac kad se Jackiejevo stanje pogoršalo. 
Nakon Jackiejeve smrti sredinom 1999., kriza je dotaknula vrhunac kad se javilo pitanje tko će biti novi šef. Vojnici i kapetani su se počeli pripremati za sveopći rat unutar obitelji, ali je Tony po kratkom postupku utišao sukobe postavivši Juniora za nominalnog šefa obitelji. Junior će nesvjesno biti mamac za FBI, dok će Tony biti stvarni šef koji iza kulisa vodi obitelj. 

### Ubojstva Tonyja Soprana
Tony je u seriji počinio bar osam ubojstava, iako je, uzevši u obzir njegov dugogodišnji mafijaški staž, vjerojatno počinio još neka koja nisu prikazana ili spomenuta. Kao šef, on je odgovoran za smrti onih koji su ubijeni po njegovoj naredbi. Osam ubojstava koja je počinio on osobno, a prikazana su u seriji:
- Willie Overall, ustrijeljen i ubijen kad je to postao uvjet za Tonyja da postane mafijaš (1982.)

- Fabian "Febby" Petrullio, zadavljen zbog odavanja članova Pauliejeve i Pussyjeve ekipe i pridruživanja programu zaštite svjedoka (1999.)

- Chucky Signore, ustrijeljen i ubijen zbog urote s Juniorom kojoj je cilj bila Tonyjeva likvidacija (1999.)

- Matthew Bevilaqua, ubijen od strane Tonyja i Big Pussyja zbog pokušaja Christopherova ubojstva (2000.)

- Sal "Big Pussy" Bonpensiero, likvidiran uz pomoć Silvija i Paulieja nakon otkrića kako je doušnik FBI-a (2000.)

- Ralph Cifaretto, zadavljen na smrt zbog navodnog ubojstva Tonyjeva trofejnog konja Pie-O-My zbog novca od osiguranja (2002.)

- Tony Blundetto, ustrijeljen i ubijen zbog neodobrenih likvidacija Joea Peepsa i Billyja Leotarda (2004.)

- Christopher Moltisanti, zadavljen nakon teške prometne nesreće (2007.)

Neka ga ubojstva pogađaju na osobnoj i emotivnoj razini te ga ostavljaju zbunjenog kako se nositi sa situacijom. Nakon ubojstva "nećaka" Christophera Moltisantija osjeća val olakšanja jer se konačno riješio svog nećaka za kojeg nikad nije osjećao da mu može u potpunosti vjerovati. Međutim, mučila ga je obveza da se kasnije pred obitelji drži shrvanim. Ipak, sam sebe uvjerava kako je Chrisovo ubojstvo bilo neophodno, iako je nanijelo mnogo boli ljudima bliskima Christopheru. 
Ubojstvo "Big Pussyja" u epizodi "Funhouse" teško je palo Tonyju. Kako je bio njegov najbliskiji suradnik koji je postao doušnik, Tony mu je umalo oprostio, ali je na kraju shvatio što su prioriteti. U kasnijim godinama, Tonyja su — kao i Silvija i Paulieja — proganjali snovi o ubijenom prijatelju. 
Smrt Ralpha Cifaretta bila je rezultat Tonyjeva gnjeva nakon što je optužio Ralpha za ubojstvo svoga konja u epizodi "Whoever Did This". Tony je pokušao suočiti Ralpha sa situacijom, ali nakon razmjene teških riječi, Tony je izgubio kontrolu i ubio Ralpha. Iako se nikad nije pojavio konačni dokaz da je Ralph uistinu ubio Pie-O-My, Tony je bio uvjeren kako je on to učinio. Usprkos Cifarettovim tvrdnjama, Tony se pronašao zadovoljštinu u eliminaciji svog kapetana.
Ubojstvo Matthewa Bevilaque bila je čista osveta i čin koji se morao izvršiti jer je Christopherovo ranjavanje bila izravna uvreda njemu. Tony je u ubojstvu pronašao zadovoljštinu, kao osvetu pokušaja ubojstva jednoga od njegovih rođaka.
Ubojstvo njegova rođaka Tonyja Blundetta bio je samilosni čin jer bi inače pao u Philove ruke i skončao mučnom smrću, a Tony je ujedno sačuvao svoju reputaciju šefa.
Ubojstvo njegova nećaka Christophera Moltisantija bilo je neophodno jer je Moltisanti predstavljao prijetnju životu Tonyja i mafije New Jerseyja. Christopher je dugo vremena bio ovisnik o heroinu, a taj problem nije uspio riješiti ni nakon rehabilitacije. Osim toga, Christopherove metode nisu bile u skladu s općim kodom. Tony nije planirao ubojstvo svojeg nećaka, ali je ugledao priliku za to nakon prometne nesreće koju je prouzrokovao Moltisanti. Nakon Christopherova ubojstva, Tony je pokušao otkriti da li ostali mafijaši i članovi obitelji dijele njegovo mišljenje iako nitko Tonyja nikad nije smatrao ubojicom.

## Kao otac
Tony ima dvoje djece: Meadow Soprano i Anthonyja (A.J.) Soprana. Na mnogo je načina svojim djetetom smatrao i Christophera Moltisantija kojeg naziva rođakom (a koji je zapravo prvi rođak njegove supruge).
Tony je često prikazivan kao brižan otac — pohađa njihove sportske nastupe i želi da budu sigurni, sretni te da imaju svaku mogućnost u životu. Nada se da će oboje njegove djece pobjeći od života kriminala kakav on vodi. Tony se iznimno ponosi Meadowinim postignućima. U prvoj sezoni do suza ga dira njezina izvedba u zborskom recitalu. Često drugima govori o njezinim željama da postane pedijatar.
Međutim, svojim se ponašanjem otuđuje od svoje djece. Uvijek je od njih pokušavao sakriti svoj zločinački život - nešto što je Meadow ubrzo prozrela, a kasnije i A.J. uz njezinu pomoć. 
Tonyjevo zaštitničko ponašanje dovodi do čestih svađa s Meadow. Primjerice, njezin prvi dečko na fakultetu bio je afroameričkog podrijetla, a Tonyjev rasizam ga je na kraju otjerao od nje. Meadow je saznala za očeve ispade i nekoliko mjeseci nije komunicirala s njim, na kraju se pomirivši na Božić 2001.
Meadowin sljedeći dečko bio je Jackie Aprile, Jr., sin Tonyjeva starog prijatelja Jackieja Aprilea, Sr. Tony mu je obećao da će učiniti sve kako bi sklonio Jackieja mlađeg od zločinačkog života. Tony je isprva bio zadovoljan vezom, vjerujući kako je Jackie marljivi student medicine iz dobre obitelji. 
No, nakon oslobađanja njegova strica Richieja i njegove kasnije smrti, Jackie je postao sve više postajao povezan s mafijom. Tony je to shvatio kad je uhvatio Jackieja u striptiz klubu i kasinu. Kasnije ga je pretukao i upozorio ga da ne iskorištava osjećaje njegove kćeri. Tony nije uspio u svojoj ulozi zamjenskog oca, vjerojatno zbog prezaštitničkog odnosa prema Meadow koji je opet posljedica njegove sebičnosti. Jackieja je kasnije ubio Vito. Meadow je nakon toga počela piti i zapala u depresiju, iako su bili prekinuli netom prije njegove smrti.
Nakon Jackiejeve smrti, Tony prihvaća Meadowina prijatelja s fakulteta i sporazumijeva se s njezinim zaručnikom, Finnom, prije nego što se par rastao pod nerazjašnjenim okolnostima.
S druge strane, Tonyjevi osjećaji prema njegovu sinu su pomiješani, posebno po pitanju njegove budućnosti. Tony je od početka shvatio kako njegov sin neće biti njegov nasljednik jer A.J.-u nedostaje inteligencije i agresivne prirode njegova oca: Tony umjesto toga A.J.-u nebrojeno puta kaže kako je ponosan što mu je sin blag i pristojan. Tony je posebno bio ponosan na A.J.-ev napredak na sportskom planu, usprkos lošim ocjenama, ali je frustriran A.J.-evim putem nakon mature. 
Nakon što je odustao od studija na Ramapo Collegeu, A.J. se vuče po kući, posjećuje zabave, na kratko radi u videoteci, sve dok mu otac, nadajući se kako će očuvati A.J.-a od života kriminala, nije sredio posao na gradilištu. A.J. ondje upoznaje Blancu, s kojom provodi sretno razdoblje, ali nakon prekida pada u tešku depresiju. Tonyjeve brige opet se javljaju zbog A.J.-eve depresije, 'trulog pokvarenog gena' za koji Tony vjeruje kako ga je prenio na svojeg sina. 
Nadajući se kako će izvući A.J.-a na stare staze, Tony ga sprijateljuje s "Jasonima", sinovima dvojice njegovih suradnika, a čini se kako situacija s A.J.-em ide nabolje. Uz pomoć terapeuta i lijekova, A.J. se konačno vraća na fakultet, ovaj put na Rutgers, gdje pohađa predavanja i tulumari s djevojkama, za što Tony vjeruje kako bi svaki student trebao činiti. Kasnije se sve izjalovi kad A.J. ugleda kako njegovi prijatelji napadaju somalijskog studenta na biciklu i opet pada u depresiju. A.J. pokuša izvršiti samoubojstvo utapanjem, ali ipak odlučuje kako želi živjeti. Bacivši se u bazen, neuspješno se pokuša iskoprcati, sve dok ga ne uoči Tony i spasi ga. Nakon A.J.-eva puštanja iz ustanove za mentalno zdravlje, Tony i Carmela ga nagovaraju da počne raditi u filmskom biznisu za Carminea Lupertazzija, Jr.

## Izvanbračne afere
Tony je sklon održavanju izvanbračnih odnosa. Njegova supruga Carmela zna za to i obično ignorira tu činjenicu, iako mu to zna spočitnuti u obiteljskim svađama - posebno na kraju četvrte sezone kad Tonyjeva afera dovodi do njihove rastave. Obično ima ljubavnice koje viđa kroz duže razdoblje, iako nije rijetkost da provodi noći sa striptizetama iz kluba.
Ljubavnice:
- Irina - mlada Ruskinja koju viđa u prve dvije sezone. Teška je alkoholičarka te u pijanom stanju često naziva Tonyjevu kuću, što njega navodi da prekine vezu s njom.

- Gloria Trillo - talijanska Amerikanka i prodavačica Mercedesa otmjenog ukusa i egzotičnog izgleda. Tony je viđa tijekom treće sezone nakon susreta u čekaonici ureda dr. Melfi. Međutim, prekida vezu nakon što ga ona počne uhoditi i nazivati kući. Nakon prekida ona počini samoubojstvo.

- Valentina La Paz - lijepa trgovkinja umjetninama kubansko-talijanskog podrijetla. Isprva ljubavnica Ralpha Cifaretta, Tony je "ukrade" i viđa se s njom tijekom četvrte sezone. Dijele ljubav prema konjima, a zajedno posjećuju Pie-O-My. U petoj se sezoni slučajno zapali spremajući obrok za Tonyja. Ubrzo nakon toga on se odlučuje vratiti Carmeli te prekida vezu s Valentinom koja se oporavlja u bolnici.

- Julianna Skiff - agentica za nekretnine židovskog podrijetla. Upoznaje Tonyja u šestoj sezoni kad mu nudi kupnju zgrade. Počinju aferu, zajedno s poslovnim odnosom, ali je nikad ne konzumiraju seksualno - Tony se povlači i odlučuje biti vjeran Carmeli. Julianna kasnije počne viđati Christophera Moltisantija s kojim počne uživati u drogama.

## Terapija
Tony je od djetinjstva pretrpio nekoliko napada panike nakon kojih je nekada gubio svijest. Prvi napad u seriji zbiva se dok peče kobasice na rođendanskoj zabavi njegova sina. Tony izgubi svijest i ispušta bocu zapaljive tekućine, izazvavši malu eksploziju. Napad panike opisuje kao osjećaj kao da je imao "sok od đumbira u lubanji". Nakon toga potražuje pomoć. Nakon obavljanja raznih testova, ne pronalazi se nijedan fizički uzrok, a dr. Cusamano upućuje Tonyja na psihijatra, dr. Melfi.
Tonyjeva terapija uključuje razgovor o njegovim mislima i osjećajima iz oba aspetka njegova života — ovaj uvid u misli junaka opisan je kao grčki kor, ključan za uvid gledatelja u lik.
Tony se isprva odupirao ideji da uzrok njegovih tegoba može biti psihološke prirode. Odbacio je ideju o terapiji i odbio prihvatiti neurološku dijagnozu da se radi o napadima panike. Tony se počinje otvarati tek nakon što mu dr. Melfi objasni politiku povjerljivosti liječnik-pacijent. On joj priča o stresnom poslu - ima osjećaj da je došao do kraja nečega te opisuje štovanje za prošla vremena. Međutim, izostavlja nasilje povezano s njegovom karijerom kriminalca. Tony ispriča dr. Melfi priču o patkama koje slijeću u njegov bazen. Ispriča joj i o svojoj majci, Liviji, koja je nepopustljivo pesimistična i cinična, u isto vrijeme traži i prezire pomoć. Krajem prvog sastanka Tony priznaje kako je deprimiran, ali izleti nakon što ga dr. Melfi pritisne s pričom o odnosu između njegovih simptoma i pataka.
Nakon što obitelj posjeti Green Grove, dom umirovljenika u koji Tony pokušava smjestiti svoju majku, Livijin prezirni ispad izaziva drugi napad panike.  
Dr. Melfi propisuje Prozac kao antidepresiv za Tonyja rekavši mu kako nitko ne treba patititi od depresije uz čuda moderne farmakologije. Tony ne dolazi na drugi zakazani sastanak.
Na sljedećem sastanku Tony se i dalje ne želi suočiti sa svojim psihološkim slabostima. Svoje poboljšano raspoloženje pripisuje lijekovima, ali dr. Melfi mu kaže kako to ne može biti to jer je potrebno šest tjedana da počnu djelovati — ona sve pripisuje njihovim sastancima. Tony opisuje san u kojemu mu ptica otima penis — dr. Melfi iz toga zaključi kako je Tony ljubav prema svojoj obitelji projicirao na obitelj pataka koje žive u njegovu bazenu, što njega, na svoju konsteranciju, dovodi do suza. Ona mu kaže kako je njihov let iz bazena izazvao napad panike kroz strah gubitka vlastite obitelji.
U epizodi "46 Long" nastavljaju razgovarati o Tonyjevoj majci i njezinim poteškoćama samačkog života. Tony priznaje da osjeća krivnju jer se njegovoj majci ne može dopustiti da živi s njegovom obitelji. Saznaje se kako su mu sestre ostavile brigu o majci. Nakon što ga dr. Melfi upita da se prisjeti dobrog iskustva iz djetinjstva, on ne uspijeva. Jasno je da Tonyjeva percepcija svoje majke ne odgovara stvarnosti njezine ličnosti. Pokazuje i kako krivi Carmelu zbog sprječavanja njegove majke da živi s njima. Kasnije razgovaraju o Livijinoj automobilskoj nesreći, a dr. Melfi sugerira kako je nesreći pripomogla depresija - Tony je pogrešno shvati i razbjesni se. Tony opet doživljava napad panike nakon posjete majčinom domu iz kojeg se ona odselila u Green Grove. Na kasnijem sastanku dr. Melfi navede Tonyja da prizna kako osjeća bijes prema majci, a on ponovno izleti. Tony u istoj epizodi predstavlja koncept tužnog klauna - sretnog izvana, a iznutra tužnog.
U epizodi "Denial, Anger, Acceptance" Tony s dr. Melfi razgovara o Jackiejevu raku. Ona to pokuša iskoristiti kao primjer Tonyjeva negativnog razmišljanja koje pridonosi njegovoj depresiji. Tony se razbjesni i izleti jer smatra kako ga ona pokušava prevariti i manipulirati njegovim mislima koristeći slike koje ukrašavaju njezin ured. Nakon što se Jackiejevo stanje pogorša, Tonyja poslovni partner nazove Frankensteinom, a on se vraća na terapiju kako bi razgovarao o tim stvarima s dr. Melfi — ona ga upita osjeća li se kao čudovište.
U epizodi "Fortunate Son" Tony razgovara o uspomeni iz djetinjstva na napad panike. Ugledao je svog oca i strica kako sakate g. Satrialea, lokalnog mesara, a kasnije se onesvijestio na obiteljskoj večeri načinjenoj od besplatnog mesa iz Satrialeove mesnice. Dr. Melfi poveže meso s Tonyjevim napadom panike te istraži stav njegove majke prema plodovima rada njegova oca. 
Dr. Melfi kasnije pokuša propisati litij kao stabilizator rasploženja. U epizodi "Isabella" Tony zapada u tešku depresiju i doživljava halucinacije — u vrtu svog susjeda ugleda prelijepu Talijanku Isabellu. Tijekom epizode ugleda je nekoliko puta, a kasnije saznaje kako ona ne postoji. Melfi teoretizira da je Isabella bila idealizirana majčinska figura koju je proizvela Tonyjeva podsvijest jer je u to vrijeme bio jako zabrinut majčinim potezima.
U "I Dream of Jeannie Cusamano" Tony naprasno prekida terapiju i nagovara dr. Melfi da se sakrije jer je otkrio kako je njegov stric Junior saznao za njegovu terapiju.
Odnos Tonyja i dr. Melfi doživljava uspone i padove, s tim da Tony s dr. Melfi osjeća razinu ugode kakvu nije osjetio ni s kim, čak ni sa svojom ženom. Tony čak razvija privlačnost prema dr. Melfi, ali ga njezino "zabadanje" čini neraspoloženim pa postaje sarkastičan i neprijateljski nastrojen, što dovodi do konstantne napetosti u njihovom odnosu.
Tijekom epizode "The Second Coming", prikazane u drugom dijelu šeste sezone, Melfin vlastiti terapeut sugerira kako njezin rad s Tonyjem potiče njegove socipatske potrebe. Konačno, u predzadnjoj epizodi serije, "The Blue Comet", Melfi prekida terapiju s Tonyjem.

## Ozljede
U prvoj sezoni Tonyja pokušaju ubiti John Clayborn i Rasheen Ray, dvojica nasilnika koji rade za Donnieja Paduanu. Tony zadobiva manje masnice i posjekline od automomilske nesreće. Jednoga od napadača, Clayborna, ustrijeli Ray u pokušaju da ubije Tonyja, a Ray pobjegne s lakšim ozljedama.
U premijeri šeste sezone, Junior Soprano, pateći od demencije, vjeruje kako je Tony "Little Pussy" Malanga te ga ustrijeli u trbuh. Tony uspijeva nazvati 911, ali izgubi svijest prije nego što je dispečeru uspio reći što se dogodilo.
U drugoj epizodi šeste sezone otkriva se kako se Tony nalazi u bolnici u komi. U drugoj i trećoj sezoni Tony sanja, a na kraju stiže u ono što bi se moglo nazvati čistilištem ili alternativnim životom, gdje ga dočekuje čovjek u obliku njegova pokojnog rođaka Tonyja Blundetta. Glas mlađe verzije njegove kćeri priziva ga natrag. Na kraju treće epizode on se budi iz kome te je zbunjen, ali u stabilnom stanju.
U četvrtoj je epizodi Tony pokretan te potpuno svjestan; vratio mu se glas, iako se još oporavlja. Iskustvo je promijenilo Tonyjev stav prema životu. U epizodi "Kaisha" priznaje Philu Leotardu (koji je netom pretrpio srčani udar), da je dok je bio u komi, bio na mjestu za koje zna da se nikad ne želi vratiti. S drugim pacijentom u bolnici, Johnom Schwinnom, razgovara o filozofiji te spominje kako je u komi imao iskustva da je bio privučen nečemu čemu nije htio prići i što je izbjegavao.
U epizodi "Kennedy and Heidi", Tony pretrpi manje ozljede u prometnoj nesreći koja ostavlja teže posljedice po njegova nećaka Christophera Moltisantija (kojeg je Tony ubio gušenjem). Tony je tjedan dana proveo na kućnoj njezi, a iako se brzo oporavio, njegova je obitelj ponovno preživjela njegovu puno težu ozljedu.

## Snovi
Tony ponekad ima živopisne snove u čiji uvid ima i gledatelj. Epizode koje uključuju sekvencu snova su "Pax Soprana", "Isabella", "Funhouse", "Everybody Hurts", "Calling All Cars" i "The Test Dream".
U pilotu, Tony kaže dr. Melfi o snu u kojem u pupku ima vijak. Nakon što ga je odvio, otpada mu penis. Pokušava pronaći automehaničara (koji je radio na njegovu Lincolnu kad je Tony vozio Lincolne) kako bi ga vratio, ali patka se sjuri i uzme mu ga iz ruku.
U "Meadowlands", Tony sanja o nekoliko ljudi iz svojeg života u uredu dr. Melfi, što kod njega izaziva paranoju da će ljudi otkriti kako posjećuje psihijatra. San završava s Tonyjevom svađom s Melfi, ali otkriva kako samo razgovara sa svojom majkom, Livijom.
U "Pax Soprana", Tony ima nekoliko snova i fantazija o dr. Melfi. Uvjeren je kako je zaljubljen u nju, ali ga ona odbije nakon što joj se on počne udvarati.
U "Isabella", Tony, pateći od depresije nakon nestanka Big Pussyja, naiđe na studenticu stomatologije Isabellu koja živi kod njegovih susjeda Cusamanovih koji su na odmoru. Kasnije otkriva kako je sve bila halucinacija izazvana prevelikom dozom litija te da je Isabella predstavljala majku koju nikad nije imao.
U epizodi "Funhouse", duga sekvenca snova prikazuje Tonyjeve podsvjesne misli i osjećaje kroz simbolične i ponekad bizarne događaje: pokušava osujetiti liječnikovu lošu dijagnozu pokušajem samozapaljenja, gleda samog sebe kako ubija Paulieja "Walnutsa" Gaultierija tijekom kartaške partije, vodi aluzijama nabijeni razgovor s dr. Melfi istodobno uživajući u vidljivoj erekciji, a riba s glasom Big Pussyja povtvrđuje njegove sumnje da je njegov dugogodišnji prijatelj i vojnik doušnik. 
U "Everybody Hurts", Tony sanja o svojoj bivšoj ljubavnici Gloriji Trillo ubrzo nakon saznanja za njeno samoubojstvo vješanjem. Posjećuje njezin stan i pronalazi je u crnoj haljini s crnim šalom oko vrata. Ona kuha večeru, a nakon što on priđe štednjaku, šal se omota oko Tonyja. Žbuka pada ispred njega, a nakon što digne pogled, ugleda zamalo istrgnuti luster. Gloria se iznenada ponovno pojavljuje za stolom i ponudi Tonyju izbor da vidi što joj se nalazi ispod haljine ili ispod šala. Tony se budi i odlazi u kupaonicu po lijekove.
U "Calling All Cars" Tony ima dva sna u kojima se pojavljuje Ralph Cifaretto. U prvom se nalazi u očevu automobilu kojeg vozi Carmela, dok Ralph sjedi na mjestu suvozača. Na Ralphovu tjemenu gmiže gusjenica. Pojavljuju se i Gloria Trillo i Svetlana Kiriljenko kao Tonyjeve suputnice. Gusjenica se pretvara u leptira. Dr. Melfi mu kasnije kaže kako san označava promjenu za Ralphieja (kojeg je Tony netom ubio) i Carmelu koji preuzimaju kontrolu.  
U drugom snu Tony slijedi Ralpha do stare kuće u koju Ralph ulazi. Tony je odjeven u hlače, tregere i potkošulju. Sruši vrata, a ženska figura polako nestane u sjeni; vrata zloslutno zaškripe. Tony kaže kako je tu zbog zidarskog posla, ali ne govori dobro engleski (Tonyjev djed je bio imigrant zidar). Taman kad Tony pokuša ući u kuću, probudi se.
U "The Test Dream", Tony se pomiruje s činjenicom da mora ubiti svoga rođaka Tonyja Blundetta, kao i sa svojim unutarnjim demonima i strahovima kao što su budućnost njegove djece, odnos sa suprugom, njegove nevjere, pokojni znanci koji su umrli od njegove ruke ili po njegovim naredbama, njegova sudbina te čak odnos s ocem. Opet je prikazan u očevom autu u društvu nekoliko znanaca iz prošlosti.
U "Kennedy and Heidi", uznemireni Tony sanja nakon smrti svoga nećaka Christophera Moltisantija. U ovom snu govori svojoj terapuetkinji Jennifer Melfi da je Christopher bio teret te da mu je lakše sada kad je mrtav. Nakon toga joj kaže kako je ubio Big Pussyja i svoga rođaka Tonyja Blundetta. Nakon sna ponaša se drugačije prema prijateljima i obitelji, pokušavajući vidjeti je li i njima lakše sada kad je Christopher mrtav.

## Vanjske poveznice
- Profil Tonyja Soprana na hbo.com  Arhivirana inačica izvorne stranice od 15. veljače 2009. (Wayback Machine)
- Tony Soprano u internetskoj bazi filmova IMDb-u